# Chlorocebus
Singes verts
« Singes verts » redirige ici. Pour les espèces pouvant être particulièrement désignées comme le Singe Vert, voir Singe vert.
Genre
Chlorocebus est un genre de singes de l'Ancien Monde de la famille des cercopithécidés appelés singes verts , ou vervets au sens large. L'aire de répartition de ces primates est l'Afrique subsaharienne, du Sénégal à l'Éthiopie et jusqu'à l'Afrique du Sud.

## Caractéristiques
La fourrure dorsale des Chlorocebus varie par espèce du jaune pâle, gris-vert en passant par le gris-vert brun à brun foncé, tandis que la partie inférieure et les cheveux autour du visage sont jaune blanchâtre. Le visage, les mains et les pieds sont sans poils et noirs, même si leur peau abdominale est bleutée. Les mâles ont le scrotum bleu et le pénis rouge. Les Chlorocebus  atteignent la taille adulte de 40 à 45 cm pour les mâles et de 34 à 39 cm pour les femelles, avec une queue de 30 à 50 cm de long. Les mâles pèsent de 4 à 4,5 kg et les femelles de 2,5 à 3,5 kg.

## Écologie et comportement

### Alimentation
Fruits, feuilles, racines, graines et à l'occasion œufs, petits reptiles ou oiseaux et… pique-nique des touristes.

### Mode de vie
Il vit en groupe de 20 à 50, le plus souvent au sol, mais trouve refuge dans les arbres.
Bon nageur, il vit jusqu’à 30 ans.et atteint sa maturité sexuelle à 4 ans. Sa durée de gestation 160 jours.
Il possède la faculté, tels d'autres primates de savane, de se tenir debout, dressé haut sur ses pattes arrière ; stature prudente d'observation, tant pour s'assurer que la voie est libre avant d'occuper le terrain que pour repérer ses congénères. Les ancêtres d'homo sapiens, savanicoles aussi, seraient passés par ce stade de station debout avant d'acquérir la bipédie.
Il possède plusieurs cris pour alerter ses congénères en cas de danger, la réaction du groupe est alors immédiate et les modes de fuite sont différents en fonction du cri. Le cri « serpent » provoque une fuite dans les arbres, le cri "aigle" entraîne un plaquage au sol dans un buisson et le cri « léopard » une dispersion en hauteur dans les arbres. Lorsqu'un juvénile lance un cri d'alerte, une vérification est faite par un adulte avant que la troupe s'enfuie. Ce comportement pose la question de la théorie de l'esprit dans cette espèce.

Une étude menée sur des singes vervets, en Afrique du Sud, par Erica van de Waal et publiée dans Science (340,483, 2013), montre que les mâles qui migrent dans un autre groupe que le leur se conforment aux préférences alimentaires de leur nouvelle communauté. L'hypothèse est que ces singes, adoptant de nouvelles habitudes alimentaires, tirent profit des connaissances acquises dans cette communauté, en l'occurrence le fait qu'une nourriture ne soit pas consommable. Reste à savoir si ce conformisme est durable.

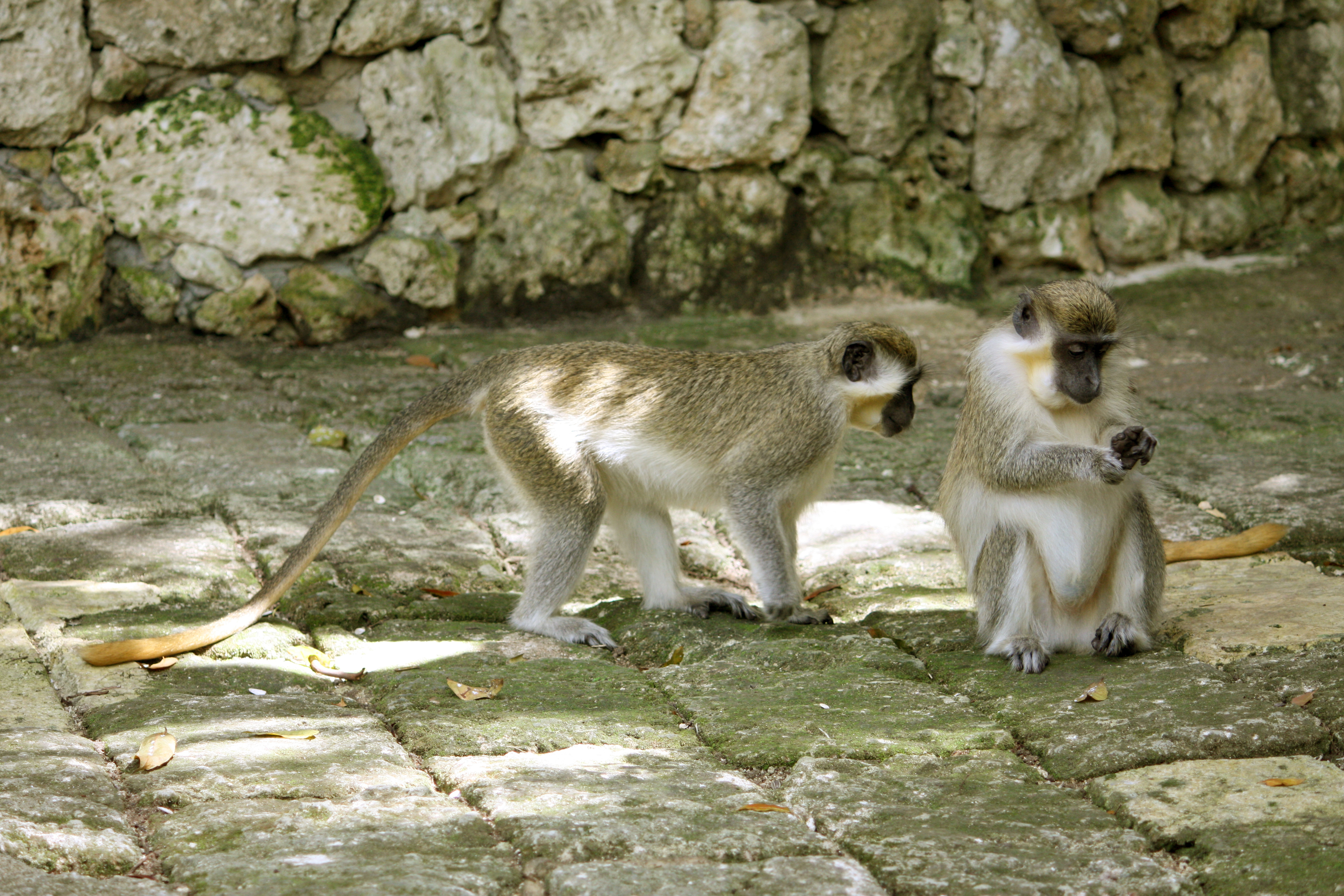
Singe vert
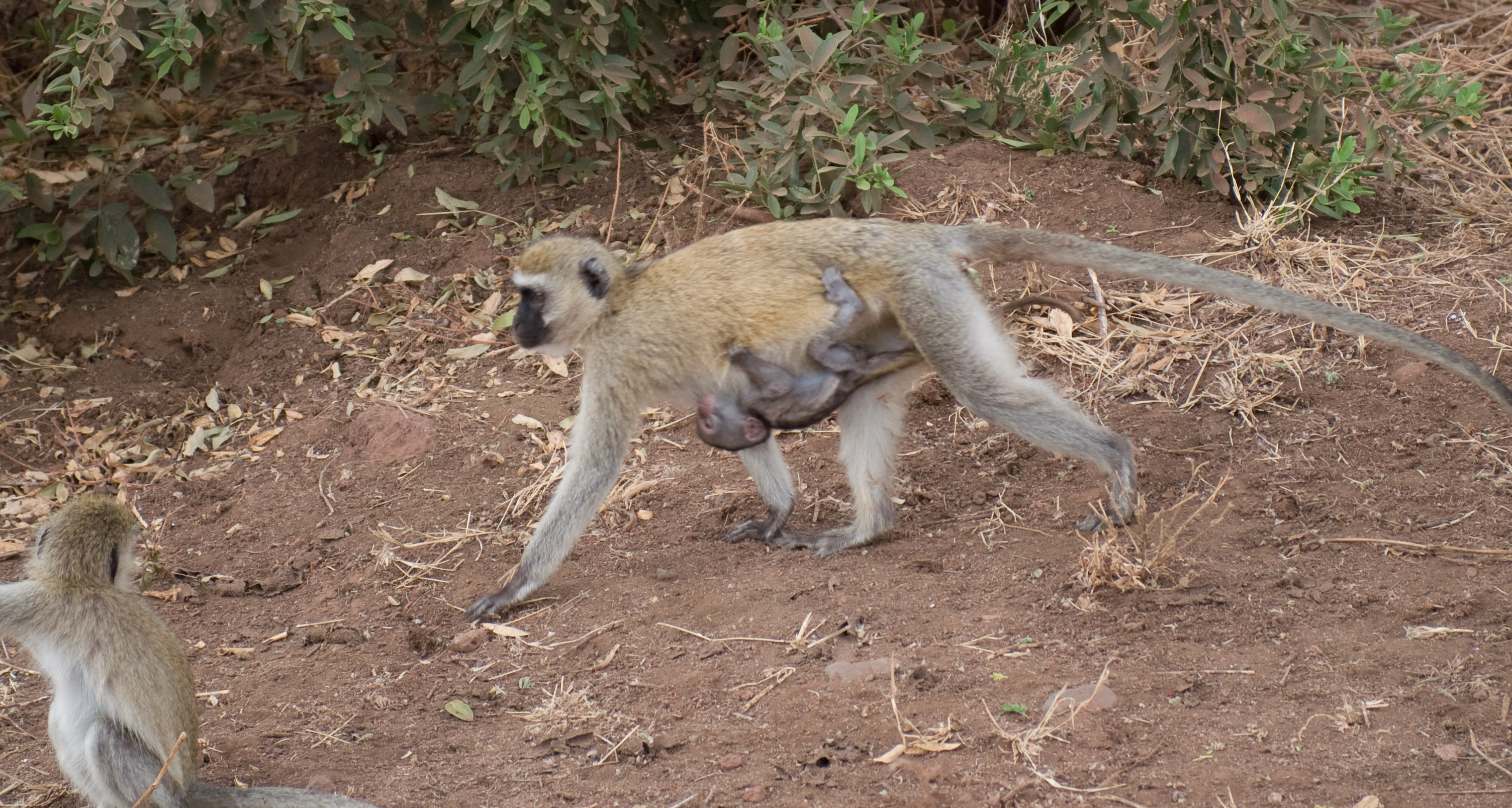
Femelle vervet avec son bébé

## Habitat et répartition

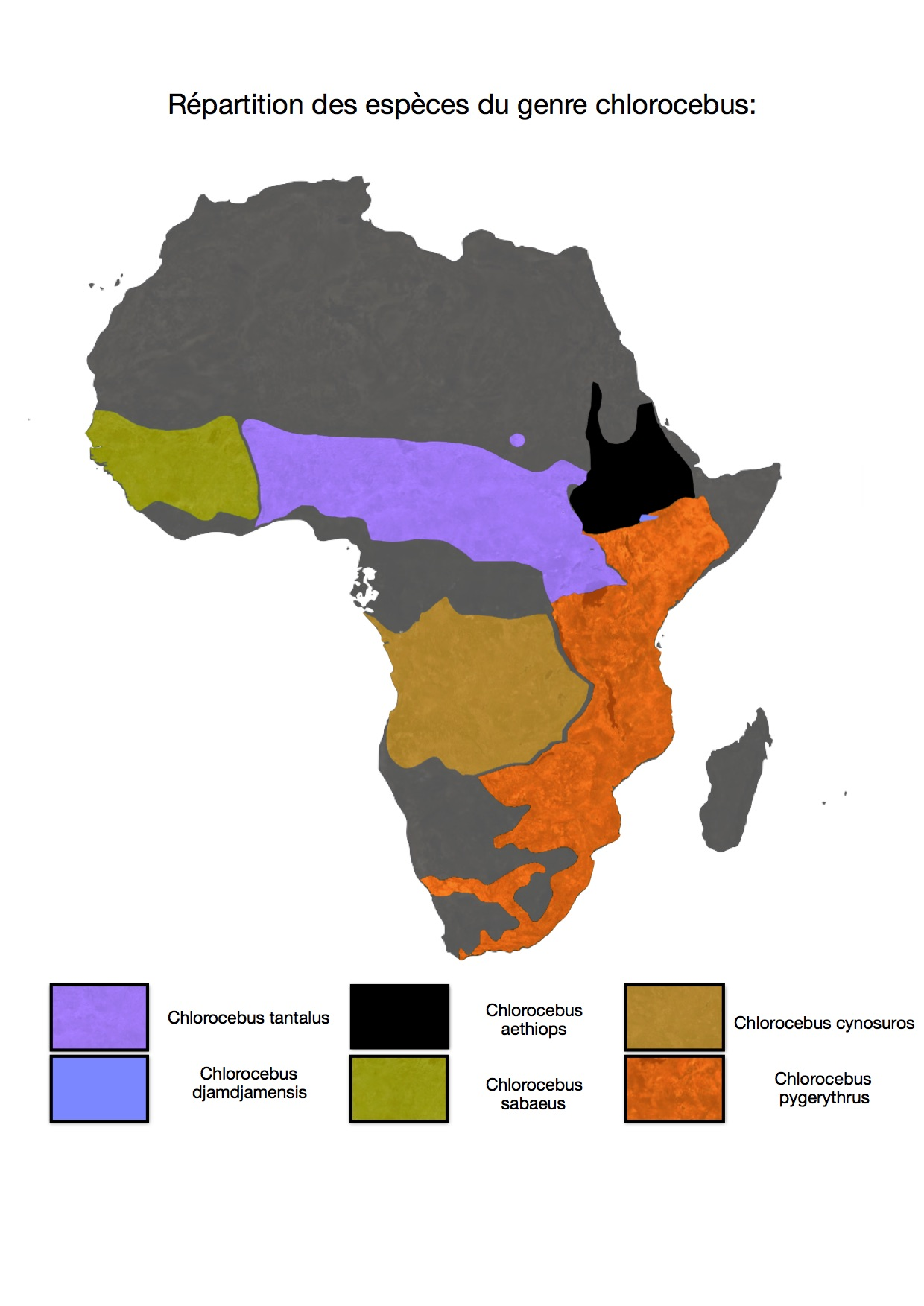
Carte de réparation des différentes espèces du genre Chlorocebus

Il vit en lisière des zones boisées et dans les savanes africaines, au Sénégal, en Somalie, en République Centrafricaine, en Afrique du Sud, par exemple.
Il est abondant dans le parc du Niokolo-Koba au Sénégal. Sa population y est estimée à 30 000 individus.

## Classification
Le taxon Chlorocebus a été décrit pour la première fois en 1870 par le zoologiste britannique John Edward Gray (1800-1875). Les différentes espèces ont longtemps été intégrées au genre Cercopithecus, mais Chlorocebus a été reconnu comme genre à part entière par Colin Groves en 1989.

### Liste des espèces
Selon ITIS et la troisième édition de Mammal Species of the World de 2005:
- Chlorocebus aethiops (Linnaeus, 1758) - Grivet[1],[2],[10], Singe vert[1], Vervet[1], Singe grivet[1], Grivet d'Éthiopie[2], Callitriche[2]
- Chlorocebus cynosuros (Scopoli, 1786) - Malbrouck[1],[2], Vervet Malbrouck[11]
- Chlorocebus djamdjamensis (Neumann, 1902) - Cercopithèque du Balé[10], Grivet des Balé[12]
- Chlorocebus pygerythrus (F. Cuvier, 1821) - Vervet[2],[10], Vervet bleu[1]
- Chlorocebus sabaeus (Linnaeus, 1766) - Singe vert[2], Vervet vert[1], Callitriche[2]
- Chlorocebus tantalus (Ogilby, 1841) - Tantale[10], Vervet tantale[1], Cercopithèque tantale[2]

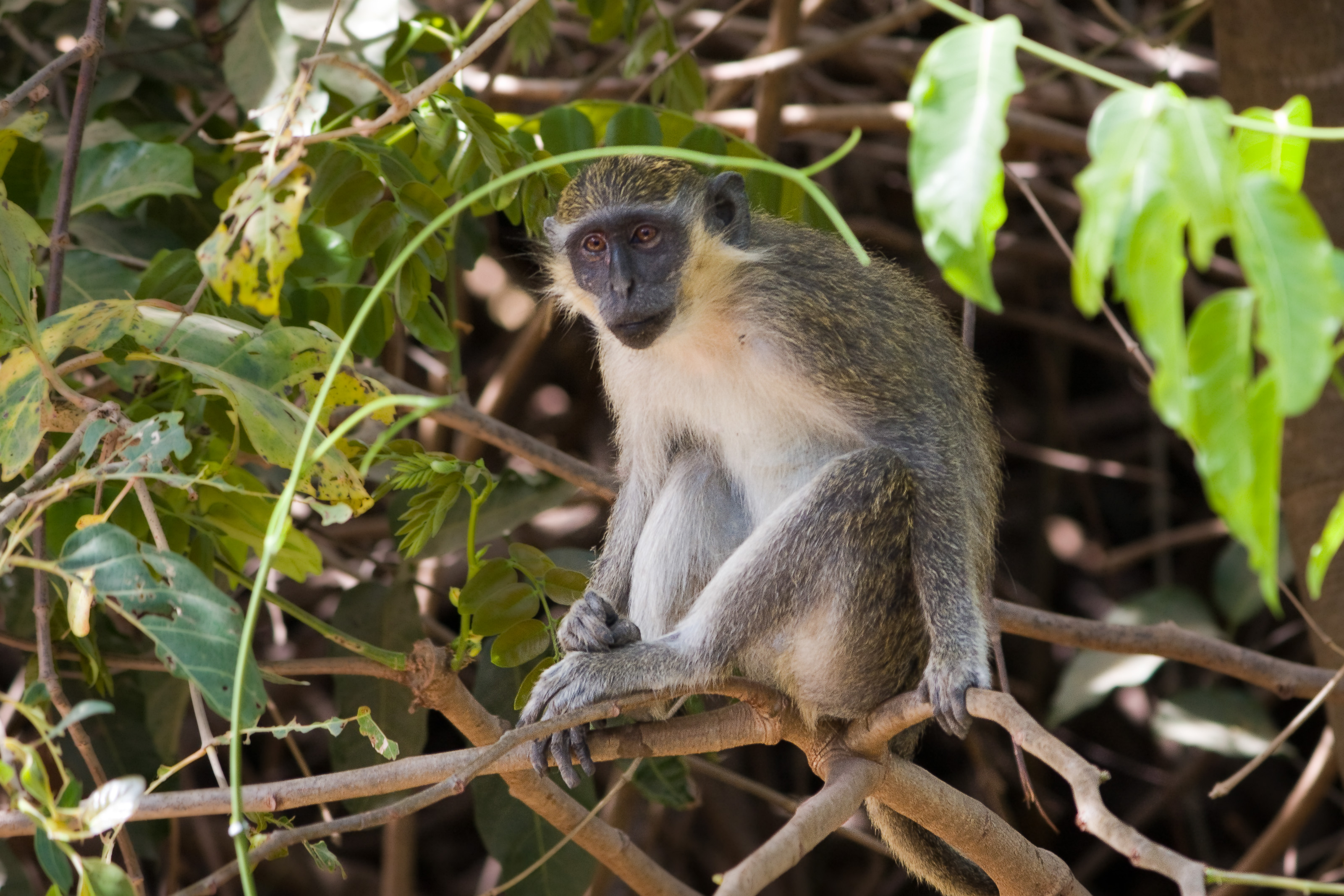
Chlorocebus sabaeus
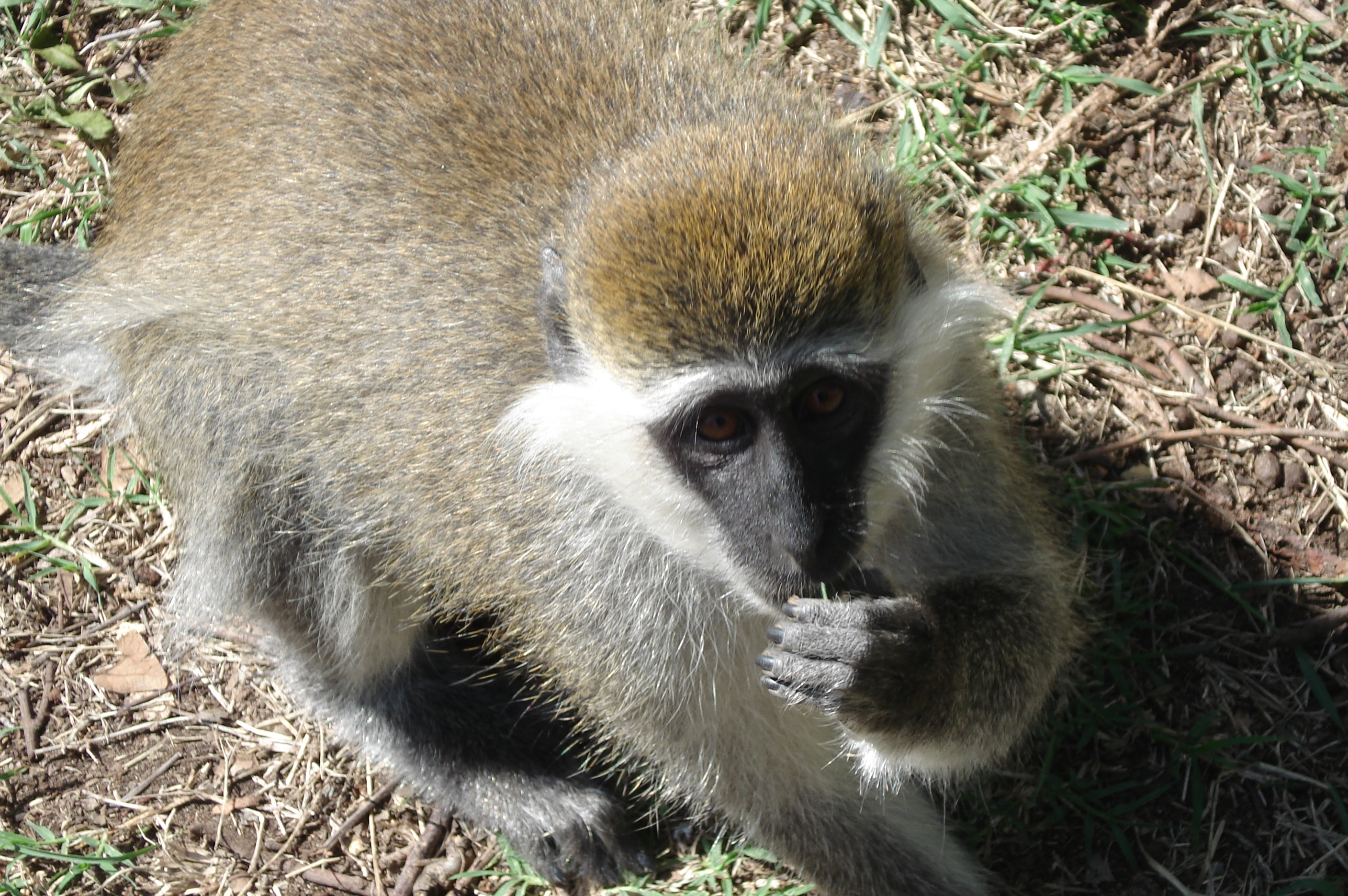
Chlorocebus aethiops
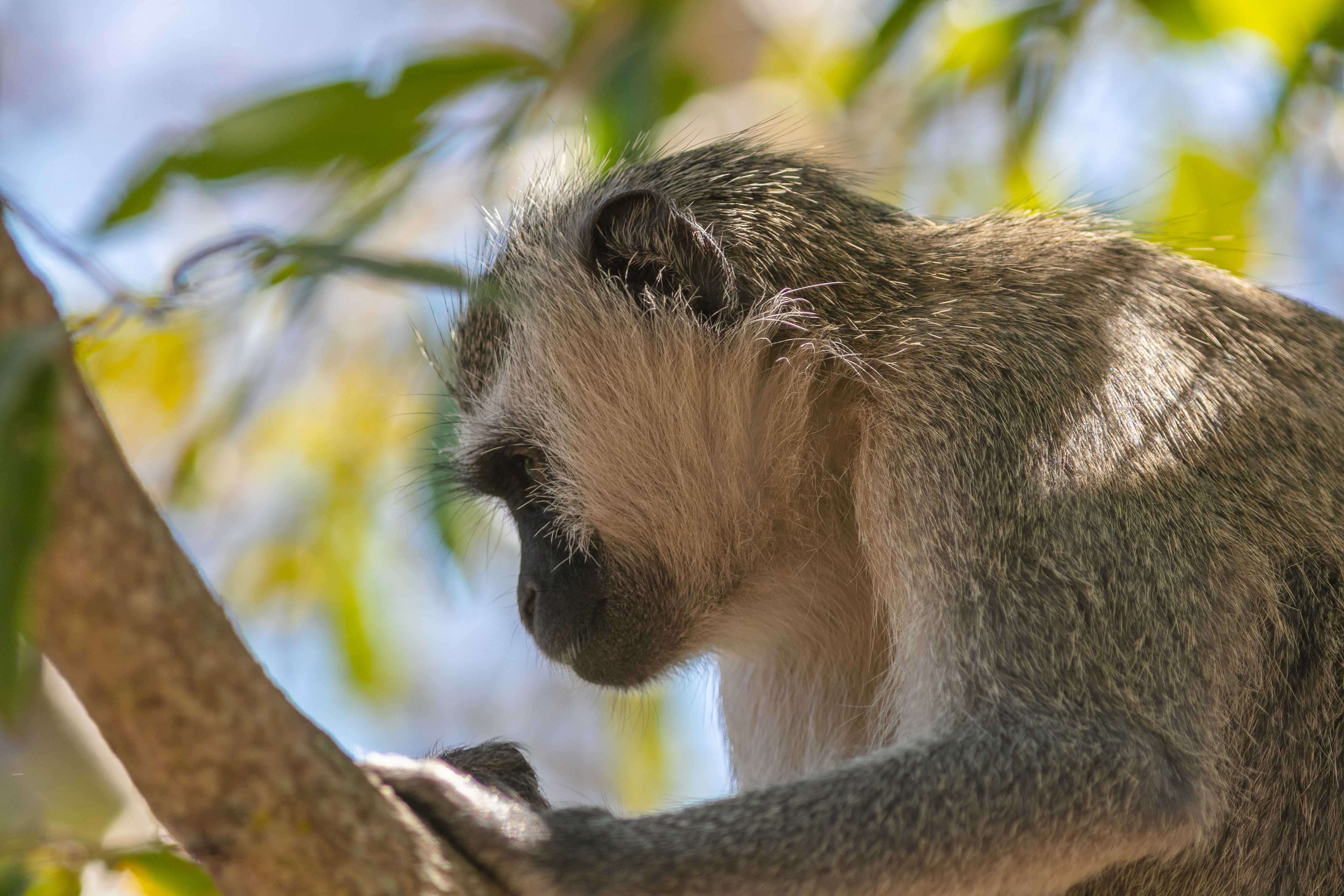
Chlorocebus pygerythrus.
Crâne de Chlorocebus sabaeus Mâle

## Utilisation pour la recherche scientifique et la production de vaccins
Les chlorocebus sont l'objet de nombreuses recherches scientifiques depuis les années 1950. Leurs cellules vero sont toujours utilisées de nos jours pour produire des vaccins, notamment contre la polio, le virus H5N1, et la variole. Elles sont issues des cellules épithéliales du rein et largement utilisées en immunologie et dans les maladies infectieuses.

## Dans la fiction
- Alphinge ou Le Singe vert est le titre d'un conte de fées appartenant à un recueil anonyme (Nouveau Recueil de contes de fées paru chez Jean-Pierre Mariette, 1731). Ce recueil est réédité dans Le Cabinet des fées ou Collection choisie des contes des fées et autres contes merveilleux ([Amsterdam] Paris, 1786, vol. 31.) Le héros  est un prince métamorphosé par une méchante fée.
- Le mystère des singes verts est un roman pour la jeunesse d'Enid Blyton (Come to the Circus ! , 1948) publié en France en 1968 dans la collection bibliothèque rose (Hachette - (ASIN B0014YD6I4)).
- Les singes verts sont cités dans le roman de Tom Clancy, Sur Ordre, où ils sont utilisés pour la culture du virus Ebola dans le cadre d'une action de bioterrorisme.